# 細胞質アラニルアミノペプチダーゼ
細胞質アラニルアミノペプチダーゼ(Cytosol alanyl aminopeptidase、EC 3.4.11.14)は酵素である。以下の化学反応を触媒する。
広範なペプチド、アミド、アリルアミドからN末端のアミノ酸を遊離する。特にアラニンを選択的に遊離する。
ピューロマイシン感受性の酵素であり、Co2+-活性型の亜鉛シアロ糖タンパク質である。